# Alamanno Adimari

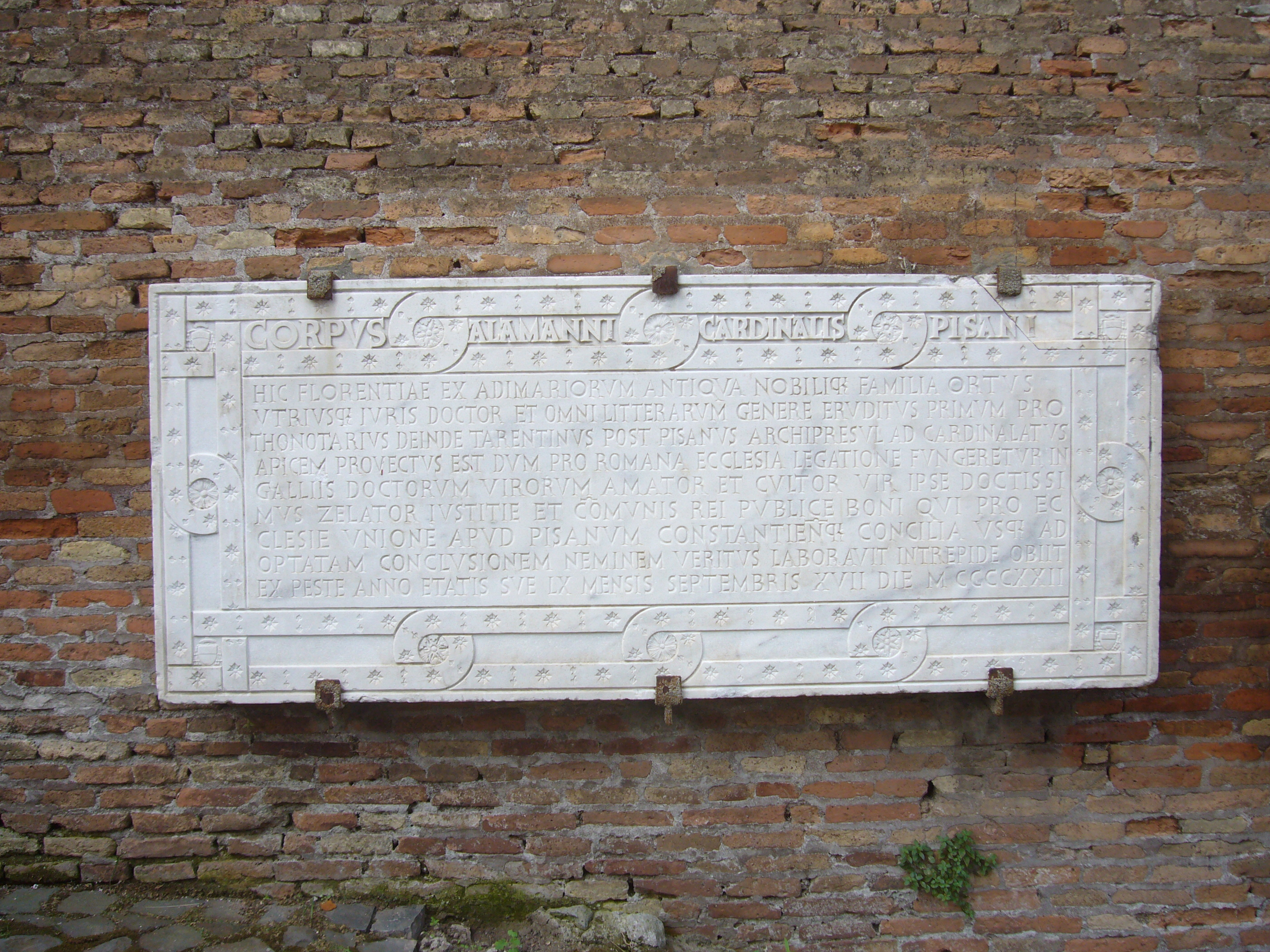
Gedenktafel für den 1422 an der Pest gestorbenen Kardinal an der Kirche Santa Francesca Romana in Rom

Alamanno Adimari (* 1362 in Florenz; † 17. September 1422 in Tivoli) war ein Kardinal der Katholischen Kirche.

## Werdegang
Adimari, der Doktor beider Rechte war, wurde Kanoniker an der Kathedrale von Florenz, dann Pfarrer in Modigliano Faentino und Apostolischer Protonotar. Im Dezember 1400 ernannte Papst Bonifaz IX. ihn zum Bischof von Florenz. Der Widerstand der Florentiner gegen Adimari – sie verweigerten ihm den Zutritt, nachdem die Proteste beim Papst ihn nicht zum Einlenken bewegten – veranlasste Bonifaz, Adimari 1401 als Erzbischof nach Tarent zu versetzen und den dortigen Erzbischof Jacopo da Teramo nach Florenz. 1406 wechselte Adimari von Tarent, wo er sich wohl nie aufgehalten hat, nach Pisa. 1409 nahm er am Konzil von Pisa teil und schloss sich Alexander V. an. 1410 wechselte er zum Gegenpapst Johannes XXIII., der ihn als Legaten nach Frankreich sandte. Als Anerkennung für den dortigen Erfolg wurde er am 6. Juli 1411 zum Kardinal der Titelkirche Sant’Eusebio erhoben. Weitere Legationen führten ihn nach Spanien und Paris. Adimari nahm am Konstanzer Konzil teil und wurde enger Mitarbeiter des dort gewählten Papstes Martin V. In dessen Auftrag reiste er nach Aragon, um dort die Absetzung Benedikts XIII. zu verkünden. Nach seiner Rückkehr 1419 konnte er in Florenz die Verhandlungen zwischen Martin V. und Braccio da Montone 1420 zu einem erfolgreichen Abschluss bringen. Danach kehrte er nach Rom zurück. Nach seinem Tod wurde er in S. Maria in Vallicella beigesetzt.
Adimari unterhielt auch Kontakte zu den Florentiner Humanisten, darunter Leonardo Bruni.